# Claudia Gray
Pour les articles homonymes, voir Gray.
Œuvres principales
- Étoiles perdues
- Liens du sang
- Maître et Apprenti
- Leia : Princesse d'Alderaan
- En pleines ténèbres

Claudia Gray, pseudonyme de Amy Vincent, née le 12 juin 1970 aux États-Unis, est une autrice américaine de science-fiction et de fantasy.

## Œuvres

### UniversStar Wars

#### SérieLa Haute République

##### Phase I:La Lumière des Jedi
- En pleines ténèbres, Pocket, coll. « Star Wars » no 179, 2021 ((en) Into the Dark, 2021), trad. Julien Bétan, 448 p.  (ISBN 978-2-266-31549-4)
- La Chute de l'étoile, Pocket, coll. « Star Wars » no 188, 2022 ((en) The Fallen Star, 2022), trad. Sandy Julien, 464 p.  (ISBN 978-2-266-32498-4)

#### Romans indépendants
- Étoiles perdues, Pocket Jeunesse, 2015 ((en) Lost Stars, 2015), trad. Nicolas Ancion et Axelle Demoulin, 573 p.  (ISBN 978-2-266-26261-3)Réédition, Pocket, coll. « Star Wars » no 184, 2021, 512 p. (ISBN 978-2-266-31825-9)
- Liens du sang, Pocket, coll. « Star Wars » no 142, 2017 ((en) Bloodline, 2016), trad. Lucile Galliot, 416 p.  (ISBN 978-2-266-27739-6)
- Leia : Princesse d'Alderaan, Pocket, coll. « Star Wars » no 177, 2021 ((en) Leia: Princess of Alderaan, 2017), trad. Nicolas Ancion et Axelle Demoulin, 400 p.  (ISBN 978-2-266-29207-8)
- Maître et Apprenti, Pocket, coll. « Star Wars » no 164, 2019 ((en) Master and Apprentice, 2019), trad. Nicolas Ancion et Axelle Demoulin, 464 p.  (ISBN 978-2-266-29865-0)

### SérieEvernight
1. Evernight - Livre I, Pocket Jeunesse, 2011 ((en) Evernight, 2008), trad. Cécile Chartres, 305 p.  (ISBN 978-2-266-19662-8)
2. Evernight - Livre II, Pocket Jeunesse, 2011 ((en) Stargazer, 2009), trad. Cécile Chartres, 314 p.  (ISBN 978-2-266-19663-5)
3. Evernight - Livre III, Pocket Jeunesse, 2012 ((en) Hourglass, 2010), trad. Cécile Chartres, 328 p.  (ISBN 978-2-266-22319-5)
4. Evernight - Livre IV, Pocket Jeunesse, 2012 ((en) Afterlife, 2011), trad. Cécile Chartres, 374 p.  (ISBN 978-2-266-22756-8)
5. Evernight - Livre V, Pocket Jeunesse, 2013 ((en) Balthazar, 2012), trad. Cécile Chartres, 382 p.  (ISBN 978-2-266-23607-2)

### SérieSortilèges et Malédiction
1. Sortilèges et Malédiction, Ada, 2016 ((en) Spellcaster, 2013), trad. Émilie Hendrick-Hallet, 421 p.  (ISBN 978-2-89752-903-1)
2. L'Allié, Ada, 2016 ((en) Steadfast, 2014), trad. Émilie Hendrick-Hallet, 372 p.  (ISBN 978-2-89752-909-3)
3. L'Enchanteresse, Ada, 2016 ((en) Sorceress, 2015), trad. Émilie Hendrick-Hallet, 364 p.  (ISBN 978-2-89767-229-4)

### SérieFirebird
1. (en) A Thousand Pieces of You, 2014
2. (en) Ten Thousand Skies Above You, 2015
3. (en) A Million Worlds with You, 2016

### SérieGénésis
1. Le Défi des étoiles, Castelmore, 2017 ((en) Defy the Stars, 2017), trad. Isabelle Troin, 448 p.  (ISBN 978-2-36231-368-4)
2. Entre deux mondes, Castelmore, 2018 ((en) Defy the Worlds, 2018), trad. Isabelle Troin, 384 p.  (ISBN 978-2-36231-343-1)
3. (en) Defy the Fates, 2019

### SérieMr. Darcy et Miss Tilney
- The Murder of Mr. Wickham (2022)
- The Late Mrs. Willoughby (2023)

### Romans indépendants
- (en) Fateful, 2011